# Repertorium Germanicum
Das Repertorium Germanicum – Verzeichnis der in den Registern und Kameralakten vorkommenden Personen, Kirchen und Orte des Deutschen Reiches, seiner Diözesen und Territorien (RG) ist eine Veröffentlichungsreihe des Deutschen Historischen Instituts in Rom, in der seit 1916 die Regesten der vatikanischen Quellen des Spätmittelalters herausgegeben werden. Es soll, so die Herausgeber, „nicht nur der deutschen Kirchen-, Orts- und Territorialgeschichte [dienen], sondern stellt auch eine Quelle ersten Ranges u. a. für die Sozial-, Wirtschafts- und Bildungsgeschichte dar“.

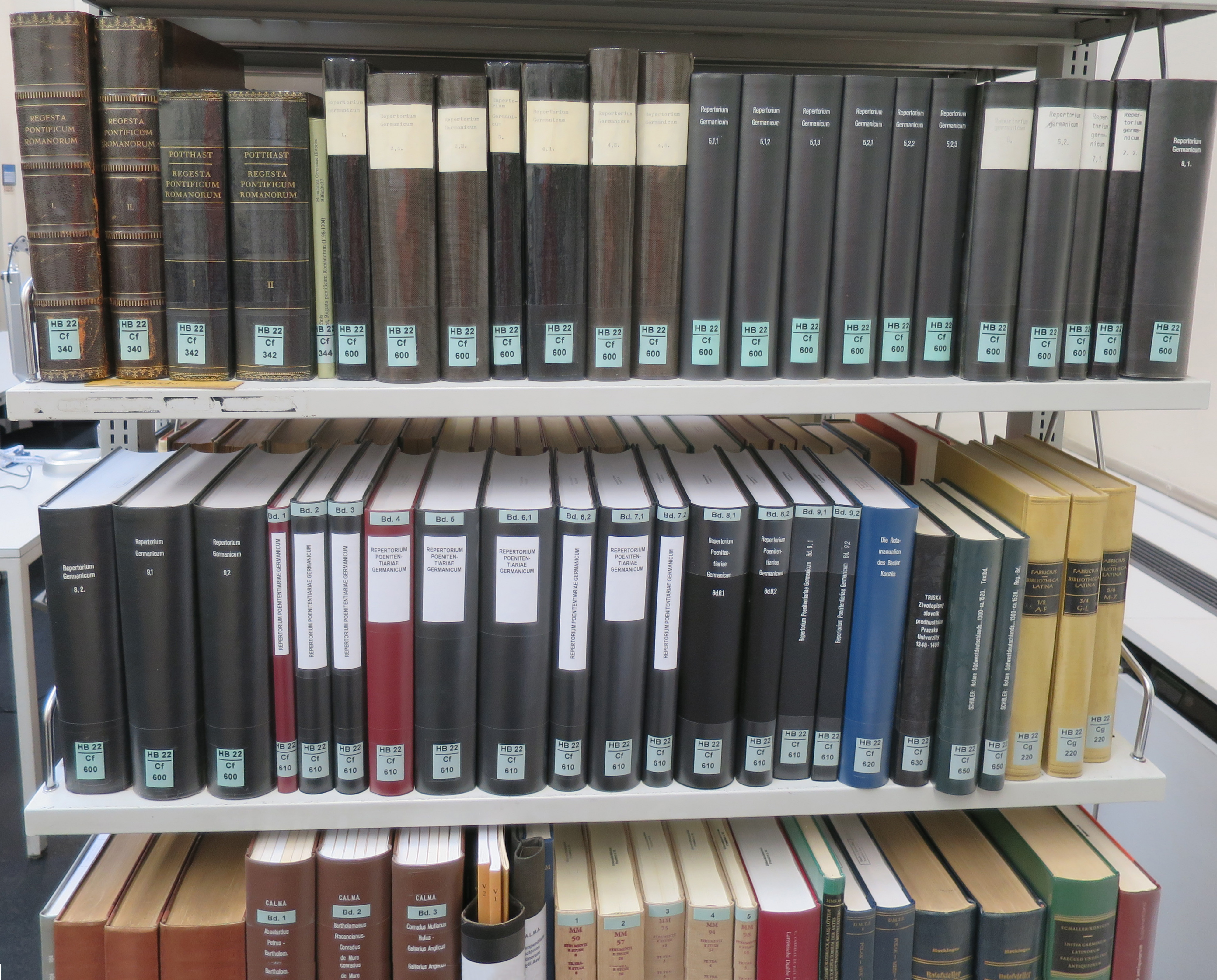
Repertorium Germanicum im Handschriften-Lesesaal der Universitätsbibliothek Johann Christian Senckenberg, Frankfurt am Main

## Geschichte

### Vorgeschichte
Das Projekt geht in seiner heutigen Form auf Ludwig Quidde zurück, der von 1890 bis 1892 Direktor der damals Königlich Preußischen Historischen Station genannten Einrichtung, des heutigen Deutschen Historischen Instituts in Rom, war und 1927 den Friedensnobelpreis erhielt. Unter seinem Vorgänger Konrad Schottmüller war noch versucht worden, aus den Archiven gezielt die Einträge und Akten „herauszupicken“, die eine bestimmte Region in Deutschland betrafen. Das brachte aber angesichts des Materialumfangs nur Ergebnisse in enttäuschend niedrigem Umfang.

### Entstehung
Als aber auch Quidde weiter Anfragen von Historikern erreichten, die die Bestände immer nur für eine Region auswerten wollten, schlug er ein anderes Vorgehen vor und organisierte es: Die Forschung sollte in zwei Schritte getrennt werden:
1. Die Deutschland betreffenden Bestände sollten systematisch durchgegangen und in Inhaltsangabe veröffentlicht werden.
2. Auf dieser Quellengrundlage konnte dann die regionale Forschung gestartet werden.

In Deutschland organisierte sich ein Verbund interessierter Wissenschaftler, in deren Kreis Quidde eingebunden war, und er warb selbst für das Projekt. Die anfängliche Zustimmung der beteiligten Historischen Kommissionen wich, als es konkreter wurde. Bedenken gegen die praktische Durchführbarkeit traten auf. Allerdings nahm sich nun der preußische Kultusminister, Robert Bosse, befürwortend der Angelegenheit an. Jedoch wollte er ein Projekt in preußischer Regie, ohne Beteiligung anderer Bundesstaaten und Vereine, wollte dafür aber drei zusätzliche Mitarbeiter im Institut in Rom genehmigen und dafür Geld aus dem kaiserlichen Dispositionsfonds locker machen. Das Ministerium schrieb dem Projekt politische Potenz zu: Zum einen war es ein gesamtdeutsches Projekt, das der Einigung des Deutschen Reiches unter Führung Preußens dienen konnte, zum anderen konnte damit in die Kulturautonomie der anderen Bundesstaaten „hineinregiert“ werden. In dieser Phase der Überlegungen scheint auch der Titel des Projekts, Repertorium Germanicum, entstanden zu sein. Quidde lieferte einen seitens des Ministeriums angeforderten Arbeitsplan für die preußischen Gebiete und schlug vor, das Projekt für die süddeutschen Bundesstaaten offen zu halten. Dieser Arbeitsplan sah die Zeit zwischen dem Abendländischen Schisma (1378) und dem Ende des Basler Konzils (1449) als zu bearbeiten vor. Der davor liegende Zeitraum sei schon sehr gut erschlossen, so dass dort nur Nacharbeiten zu leisten seien. Quidde ging davon aus, dass, beschränke man sich auf Datum, die Namen der Beteiligten und die ersten Worte des Textes (Incipit), die Arbeit in einem Jahr zu leisten sei. Das Ministerium aber wollte mehr: Kurze Inhaltsangaben und eine Vervielfältigung der Ergebnisse, so dass sie in den größeren Bibliotheken zur Verfügung stünden. Quidde war aber dagegen. Er wollte, dass das Institut – und er als dessen Direktor – bestimmten, wer zu den Informationen Zugang erhielt. Der Minister setzte sich durch, denn er wollte für das Geld – 60.000 Mark für vier Jahre – sorgen. Im Frühjahr 1892 wurde mit der Verzeichnung versuchsweise begonnen.
Bei diesem Stand der Entwicklung gab die römisch-katholische Görres-Gesellschaft bekannt, dass sie ein ähnliches Projekt verfolge, was seitens der preußischen Politik als unliebsame Konkurrenz empfunden wurde, die Entscheidungen zum einen beschleunigte, aber auch bald zu einer Absprache und Einigung führte: Die drei deutschsprachigen Institute in Rom (das österreichische wurde nun einbezogen) teilten sich die Zeit zwischen 1378 und 1522 (Reformation) untereinander auf und vereinbarten einheitliche Verzeichnungs- und Editionsgrundlagen. Das preußische Institut erhielt die Zeiträume 1378–1417 und 1431–1447 zugesprochen. Die Zeit des Pontifikats Martin V. wurde geteilt: Die ersten sechs Monate, solange sich der Papst am Konzil von Konstanz aufgehalten hatte, gingen an die Görres-Gesellschaft, seine übrige Regierungszeit an das preußische Institut. Über die Zeit nach 1447 sollten sich die Görres-Gesellschaft und die Österreicher bilateral einigen. Ein entsprechender Vertrag wurde im Mai 1893 geschlossen. Die Görres-Gesellschaft scheiterte aber am Umfang der übernommenen Aufgabe. Schon 1894 zeichnete sich das ab, 1904 überließ sie die Arbeit am RG auch offiziell dem preußischen Institut.

### 1893 bis 1901
Obwohl das Ministerium anfangs nur unscharf auf einer „Vervielfältigung“ der Arbeitsergebnisse bestand, fiel die Entscheidung letztendlich für den Druck. Bereits 1895 hätte der erste Probeband erscheinen können. Allerdings kam es hinsichtlich des von Robert Arnold verfassten Vorworts zu einer Auseinandersetzung mit dem Minister. Arnold hatte darin Quiddes Anteil am Zustandekommen ausführlich gewürdigt. Dieser war aber nach der Veröffentlichung seines „Caligula“ im Vorjahr politisch zur Unperson geworden. So erschien der Probeband erst 1898.
Als die Finanzierung 1901 auslief, war der Fortschritt in der Verzeichnung weit geringer, als anfangs gedacht. Robert Arnold war aus gesundheitlichen Gründen nach Berlin zurückgekehrt, die Zettel mit den Exzerpten wurden ebenfalls dorthin überführt und standen für Auskünfte zur Verfügung. Außerdem wollte Arnold daraus noch einige Bände – analog zum ersten Probeband – druckfertig machen. Damit geriet das Projekt ins Stocken.

### 1904 bis 1916

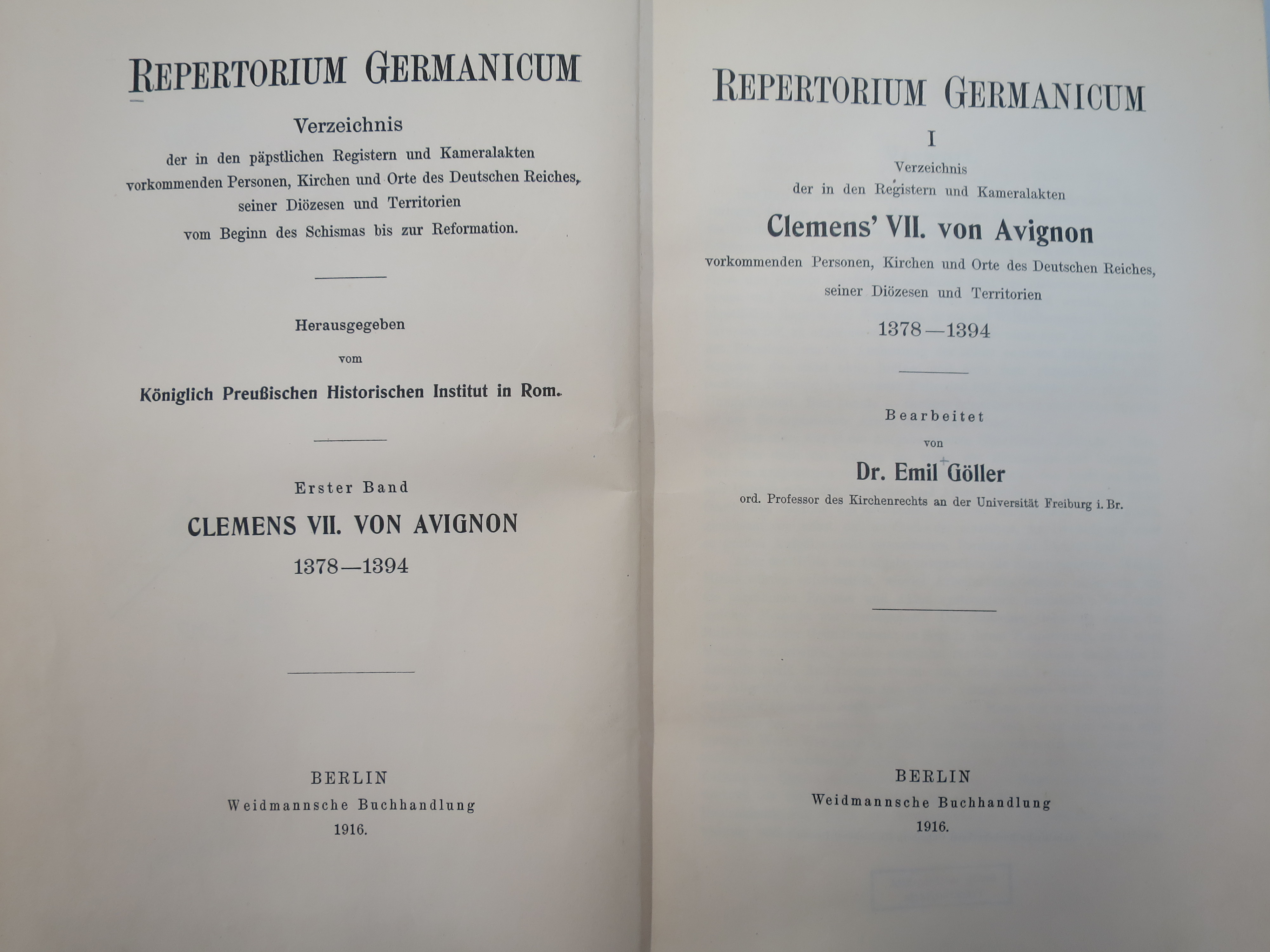
Titel des ersten Bandes der RG von Emil Göller

Erst 1904 konnte es – nach eingehender Diskussion um die Art des wie?  – unter Leitung von Paul Fridolin Kehr fortgesetzt werden. Der geografische Umfang wurde in den Randgebieten des Raumes, der dokumentiert wurde, leicht beschnitten und die Register sollten künftig auf ein Personen- und ein Ortsregister beschränkt werden. Mit Ausbruch des Ersten Weltkriegs musste die Arbeit am RG nach Einberufungen teilweise, im Mai 1916 endgültig eingestellt werden. Immerhin konnte Emil Göller 1916 den ersten Band – zur Regierungszeit von Papst Clemens VII. von Avignon (1378–1394) – veröffentlichen. Göller war entscheidend daran beteiligt, dass statt relativ ausführlicher Regesten (wie im Vorläufer-Band von Arnold) fortan nur noch stark verkürzte Regesten veröffentlicht wurden. Er entwickelte dazu auch das Abkürzungssystem weiter, das bis heute das RG – und in seiner Folge auch das Repertorium Poenitentiariae Germanicum – prägt.

### 1928 bis 1943
Aufgrund fehlender finanzieller Mittel und später geeigneter Bearbeiter dauerte es bis 1928, bevor das Projekt wieder aufgenommen wurde. Dazu wurden auch die von Arnold nach Berlin verbrachten Unterlagen wieder an das Institut in Rom zurückgegeben. 1933 und 1938 erschienen die ersten beiden Lieferungen zum zweiten Band des RG (die dritte folgte erst 1961), 1935 der dritte Band und 1943 eine Teillieferung für den vierten Band. Dabei wurden wieder zunehmend Daten auch außerhalb eines Personen- und ein Ortsregisters veröffentlicht. Durch die Niederlage Deutschlands im Zweiten Weltkrieg folgte die nächste Unterbrechung.

### Ab 1953

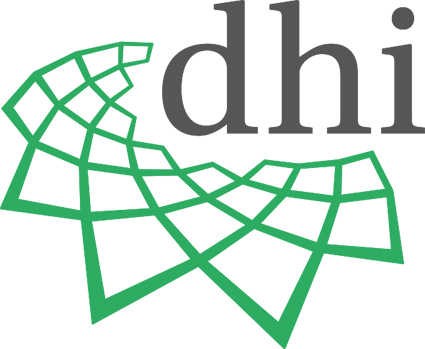
Logo des Deutschen Historischen Institut Rom

1953 konnte das Deutsche Historische Institut in Rom seine Arbeit wieder aufnehmen. Die Fortsetzung des RG war dabei eine wichtige Aufgabe, vor allem die Fertigstellung der während des Kriegs abgebrochenen Arbeiten zu den Bänden zwei und vier. Ab 1957 konnten wieder gedruckte Bände erscheinen, die allerdings auf umfangreichen Arbeiten aus der Vorkriegszeit beruhten. Hermann Diener begann 1958 die Arbeit an den Quellen aus der Zeit des Pontifikats Eugens IV. Aufgrund der Länge des Pontifikats und anderer Verpflichtungen, denen er auch nachkommen musste, gelang Hermann Diener der Abschluss der Arbeiten in den 30 Jahren seiner Dienstzeit am Institut in Rom nicht. Nach seinem Tod schloss Brigide Schwarz die Arbeit ab. Seit Mitte der 1960er Jahre machte das Projekt deutliche Fortschritte, so dass heute von dem ursprünglich angedachten Zeitraum im Wesentlichen die Zeit ab Sixtus IV. (ab 1471) aussteht. Allerdings gab es in den 1970er Jahren Probleme mit dem Verlag, so dass sich das Erscheinen einiger Bände verzögerte und erst ab 1979 wieder anlief. Etwa ab dieser Zeit wurden die Manuskripte auch computergestützt verfasst, wodurch der Aufwand für das Erstellen der Indizes drastisch reduziert werden konnte.
Ab 2002 wurden im DHI Möglichkeiten von Onlineversionen des RG diskutiert. Anstelle einer zuvor erwogenen kommerziellen Software wurde eine Lösung auf der Basis des Open-Access-Prinzips angestrebt und mittels eines nativen XML-Datenbanksystems realisiert. Dabei wurden nur langzeitstabile Formate und Techniken verwendet. Zugleich wurde am DHI eine EDV-Abteilung aufgebaut, mit deren Hilfe mehrere Projekte der Historischen Grundlagenforschung (ein seit 2002 am DHI verwendeter Begriff) in elektronischen Formaten erarbeitet wurden und werden.
Im Jahre 2004 wurden mit dem RG V die Quellen zum Pontifikat Papst Eugens IV. zugänglich und eine lange Zeit beklagte Lücke in der Bearbeitung der kurialen Registerüberlieferung geschlossen. Diese liegt damit für einen Zeitraum von rund hundert Jahren vor. Die Erschließung der Quellen zum Pontifikat Sixtus IV. wurde dank der ehrenamtlichen Mitarbeit ehemaliger Bearbeiter des RG intensiviert. 2012 wurde mit der Bearbeitung der Quellen zum Pontifikat Innozenz VIII. begonnen.
An den Initiator des RG, Ludwig Quidde, ehemaliger Direktor des Preußischen Historischen Instituts von 1890 bis 1892 und nachmaliger Friedensnobelpreisträger, erinnerte im Jahre 2008 eine internationale Tagung. Über die Würdigung Quiddes als Historiker, Persönlichkeit der Friedensbewegung und als Friedensnobelpreisträger hinaus wurden Möglichkeiten der Erschließung der kurialen Registerserien und insbesondere ihre Tragfähigkeit für Themen der europäischen Geschichte diskutiert. Dank der Beteiligung von Forschern aus verschiedenen europäischen Staaten wurden zugleich Möglichkeiten der Erschließung der kurialen Quellen im europäischen Kontext ausgelotet. Eine mit Blick auf die Lutherdekade und das Reformationsjubiläum erwogene, von Forschungseinrichtungen verschiedener Staaten getragene Erschließung der kurialen Quellen zum Pontifikat Leos X. konnte aufgrund fehlender Ressourcen nicht realisiert werden. Das Vorhaben bleibt aber eine Option für die Zukunft.
Deutlich wurde, dass die Überlieferung in den vatikanischen Archiven nicht nur Informationen aus personen-, orts- und landesgeschichtlichem Blickwinkel, sondern auch für eine Vielzahl kulturhistorischer Disziplinen bietet: Kirchengeschichte und Frömmigkeitsgeschichte (nicht zuletzt Kurien- und Papstgeschichte), Rechtsgeschichte, Wirtschafts- und Sozialgeschichte, Universitäts- und Bildungsgeschichte, Erforschung des Humanismus, Alltags- und Mentalitätsgeschichtliche, Musikgeschichte, Kunstgeschichte, Medizingeschichte, Geschichte des frühen Buchdruck, jüdische Geschichte, Geschichte des Islam. Unter dem 2008 am DHI geschaffenen thematischen Dach „Akkulturation, Kulturtransfer, Kulturvergleich“ bündelte das DHI Projekte aus verschiedenen Disziplinen. Dabei zeigte sich, dass die kuriale Überlieferung auch wichtige Quellen für Studien zu transnationalen/interkulturellen Fragestellungen sowie für Mobilitäts- und Netzwerkforschungen enthält. Für die Zeit des späten Mittelalters und der Renaissance stellt sie entsprechend dem Profil des DHI eine wichtige Grundlage für interdisziplinäre Forschungen dar.
Im Jahre 2012 wurde die epochenübergreifende und interdisziplinäre Online-Publikationsplattform Romana Repertoria Online/Roman Repertories Online (RRO) freigeschaltet. Über RRO sind auch RG Online – Repertorium Germanicum sowie RPG Online – Repertorium Poenitentiariae Germanicum zugänglich. Mit der Datenbank steht zu Recherchezwecken ein Abkürzungsverzeichnis mit ca. 800 Einträgen zur Verfügung. Die oftmals sehr unterschiedlichen Schreibvarianten von Eigennamen oder Ortsnamen können mittels einer Suche nach Schreibvarianten ermittelt werden.
Mitarbeiter am RG Bd. X: Thomas Bardelle, Stefan Brüdermann, Hubert Höing, Kerstin Rahn, Michael Reimann, Ulrich Schwarz und Juliane Trede.
Mitarbeiter am RG Bd. XI: Sven Mahmens, Jörg Voigt.
Auf dem 47. Deutschen Historikertag in Dresden 2008 wurden in der Sektion „Bleibt im Vatikanischen Geheimarchiv vieles zu geheim? Historische Grundlagenforschung in Mittelalter und Neuzeit“ (Leitung Michael Matheus, Hubert Wolf) über RI Online hinaus verschiedene historische Datenbanken sowie die am DHI speziell entwickelte Software DENQ vorgestellt. Auf dem 49. Historikertag 2012 in Mainz wurden in der Sektion „Datenbanken für die Mediävistik und die Renaissance in Forschung und Lehre“ (Leitung: Michael Matheus, Hedwig Röckelein, Rainer Christoph Schwinges) die am DHI in Rom erarbeiteten Repertorien zu den in den vatikanischen Registerserien verzeichneten Personen, die umfangreichen Personallisten der Germania Sacra sowie die vom Repertorium Academicum Germanicum erhobenen Daten zu graduierten Gelehrten im Reich gemeinsam vorgestellt. Die drei Forschungsvorhaben vereint die Zielsetzung, ihre erhobenen Forschungsprimärdaten zur Personengeschichte in Online-Datenbanken frei zugänglich zu machen und zu vernetzen. Im Rahmen der Veranstaltung wurden die Möglichkeiten und Chancen einer Kooperation ausgelotet und der Einsatz von Datenbanken in der Forschung und in der universitären Lehre thematisiert.

## Inhalt

### Ausgewertete Bestände
Das Repertorium Germanicum ist eine Regestensammlung, die sämtliche Angaben aus dem Vatikanischen Archiv und dem Archivio di Stato di Roma mit Bezug zur deutschen Geschichte veröffentlicht. Bis zum Pontifikat von Sixtus IV. beziehen sich etwa 16 % der Einträge auf Deutschland. Die Bearbeiter werten vor allem Registerserien und Kameralbestände aus. Die Regesten sind in lateinischer Sprache (in Ausnahmefällen auch in Italienisch) abgefasst und – soweit möglich – nach den Namen der Bittsteller (Petenten) geordnet.

### Zeitlicher Umfang
Die Publikation ist auf die Zeit zwischen dem Abendländischen Schisma und der Reformation (1378–1517) festgelegt. Die Bearbeitung wurde chronologisch angegangen und reicht derzeit bis zum Jahr 1471.
Räumlich umfasst das RG
1. Deutschland in den Grenzen von 1871
2. Cisleithanien
3. die russischen Ostseeprovinzen Kurland, Livland und Estland
4. die Schweiz, ohne die Gebiete der Diözesen Como und Mailand
5. die Niederlande
6. Belgien, ohne das zur Diözese Terouanne gehörende Gebiet
7. einige französische Grenzgebiete

Dies umfasst etwa 70 Diözesen.

### Wiedergabe
Die im Original oft umfangreichen Einträge werden auf inhaltliche Kernelemente reduziert. Diese wurden in einem eigens entwickelten Abkürzungssystem standardisiert, das es dem ungeübten Leser sehr schwer macht, den Inhalt aufzunehmen. Personen oder Institutionen, die mehrfach erscheinen, werden chronologisch dargestellt, so dass auch Entwicklungen gezeigt werden können, außerdem werden die Einträge durch Indizes erschlossen. Das Repertorium Germanicum enthält große Mengen von Angaben zur Orts-, Territorial-, Personen-, Wirtschafts- und Sozialgeschichte. Die Regesten enthalten die verzeichneten Bittschriften an den Papst und die darauf basierenden Antwortschreiben. An die Empfänger in Deutschland versandte Urkunden sind dagegen selten erhalten. Dadurch enthält das RG viele Informationen, die sonst nicht greifbar sind. Wenden sich Personen oder Institutionen mehrfach an die Kurie, so entstehen „Kurzbiografien“ der jeweiligen Petenten.
Der serielle Charakter der in den Registern enthaltenen Informationen ist in hohem Maß geeignet, in einer Datenbank verwaltet zu werden. So konnte durch den Einsatz elektronischer Informationstechnik der Inhalt des erfassten Materials verstärkt genutzt werden. Der Einsatz von Informationstechnik spiegelt sich auch darin wider, dass ab 1989 die Textbände (Regesten) und Indexbände gleichzeitig erschienen, während zuvor Indexbände immer erst einige Zeit nach den Regesten erschienen oder sich die Veröffentlichung der Regesten verzögerte, weil zusätzlich Zeit erforderlich war, die Indices zu erstellen.

## Erschienene Bände
| Bearbeiter | Titel | Zählung             | Jahr            | Umfang                                                               | Anmerkung                                            |
| --- | --- | ------------------- | --------------- | -------------------------------------------------------------------- | ---------------------------------------------------- |
| Emil Göller | Verzeichnis der in den Registern und Kameralakten Clemens’ VII. von Avignon vorkommenden Personen, Kirchen und Orte des Deutschen Reiches, seiner Diözesen und Territorien 1378–1394                                  | Bd. 1               | 1916            | Einleitung: XVI + 182 Seiten; Status personarum: 151 Seiten; Indices | ND 1991                                              |
| Gerd Tellenbach                                                                                                   | Verzeichnis der in den Registern und Kameralakten Urbans VI., Bonifaz’ IX., Innozenz’ VII. und Gregors XII. vorkommenden Personen, Kirchen und Orte des Deutschen Reiches, seiner Diözesen und Territorien 1378–1415  | Bd. 2, 1. Lieferung | 1933            | 1434 Spalten                                                         | Einleitung und Regesten; ND 1961                     |
| Gerd Tellenbach                                                                                                   | Verzeichnis der in den Registern und Kameralakten Urbans VI., Bonifaz’ IX., Innozenz VII. und Gregors XII. vorkommenden Personen, Kirchen und Orte des Deutschen Reiches, seiner Diözesen und Territorien 1378–1415   | Bd. 2, 2. Lieferung | 1938            | 578 Seiten                                                           | Personenregister; ND 1961                            |
| Gerd Tellenbach                                                                                                   | Verzeichnis der in den Registern und Kameralakten Urbans VI., Bonifaz’ IX., Innozenz VII. und Gregors XII. vorkommenden Personen, Kirchen und Orte des Deutschen Reiches, seiner Diözesen und Territorien 1378–1415   | Bd. 2, 3. Lieferung | 1961            |                                                                      | Ortsregister                                         |
| Ulrich Kühne | Verzeichnis der in den Registern und Kameralakten Alexander V., Johannes’ XXIII., und des Konstanzer Konzils vorkommenden Personen, Kirchen und Orte des Deutschen Reiches, seiner Diözesen und Territorien 1409–1417 | Bd. 3               | 1935            | Regesten: 402 Spalten (davon 386–402: Konstanzer Konzil); Indices    | ND 1991                                              |
| Karl August Fink                                                                                                  | Verzeichnis der in den Registern und Kameralakten Martins V. vorkommenden Personen, Kirchen und Orte des Deutschen Reiches, seiner Diözesen und Territorien 1417–1431                                                 | Bd. 4.1 (A–H)       | 1943            | Spalten 1–1492                                                       | ND 1991                                              |
| Karl August Fink                                                                                                  | Verzeichnis der in den Registern und Kameralakten Martins V. vorkommenden Personen, Kirchen und Orte des Deutschen Reiches, seiner Diözesen und Territorien 1417–1431                                                 | 4.2 (IJK)           | 1957            | Spalten 1493–2568                                                    |                                                      |
| Karl August Fink                                                                                                  | Verzeichnis der in den Registern und Kameralakten Martins V. vorkommenden Personen, Kirchen und Orte des Deutschen Reiches, seiner Diözesen und Territorien 1417–1431                                                 | 4.3 (L–Z)           | 1958            | Spalten 2569–3824                                                    |                                                      |
| Sabine Weiss | Verzeichnis der in den Registern und Kameralakten Martins V. vorkommenden Personen, Kirchen und Orte des Deutschen Reiches, seiner Diözesen und Territorien 1417–1431                                                 | 4.4                 | 1979            | 750 Seiten                                                           | Personenregister                                     |
| Hermann Diener, Brigide Schwarz                                                                                   | Verzeichnis der in den Registern und Kameralakten Eugens IV. vorkommenden Personen, Kirchen und Orte des Deutschen Reiches, seiner Diözesen und Territorien 1431–1447                                                 | 5.1.1               | 2004            | Einleitung: CXXX Seiten; Regesten: 2662 Personen                     |                                                      |
| Hermann Diener, Brigide Schwarz                                                                                   | Verzeichnis der in den Registern und Kameralakten Eugens IV. vorkommenden Personen, Kirchen und Orte des Deutschen Reiches, seiner Diözesen und Territorien 1431–1447                                                 | 5.1.2               | 2004            | Regesten: 3589 Personen                                              |                                                      |
| Hermann Diener, Brigide Schwarz                                                                                   | Verzeichnis der in den Registern und Kameralakten Eugens IV. vorkommenden Personen, Kirchen und Orte des Deutschen Reiches, seiner Diözesen und Territorien 1431–1447                                                 | 5.1.3               | 2004            | Regesten: 5981 Personen                                              |                                                      |
| Christoph Schöner                                                                                                 | Verzeichnis der in den Registern und Kameralakten Eugens IV. vorkommenden Personen, Kirchen und Orte des Deutschen Reiches, seiner Diözesen und Territorien 1431–1447                                                 | 5.2.1               | 2004            | 658 Seiten                                                           | Namensverzeichnis                                    |
| Christoph Schöner                                                                                                 | Verzeichnis der in den Registern und Kameralakten Eugens IV. vorkommenden Personen, Kirchen und Orte des Deutschen Reiches, seiner Diözesen und Territorien 1431–1447                                                 | 5.2.2               | 2004            | Seiten 1–1090                                                        | Ortsverzeichnis u. a.                                |
| Christoph Schöner                                                                                                 | Verzeichnis der in den Registern und Kameralakten Eugens IV. vorkommenden Personen, Kirchen und Orte des Deutschen Reiches, seiner Diözesen und Territorien 1431–1447                                                 | 5.2.3               | 2004            | Seiten 1091–1712                                                     | Verzeichnisse: Wörter und Sachen, Daten, Fundstellen |
| Joseph Friedrich Abert, Walter Deeters                                                                            | Verzeichnis der in den Registern und Kameralakten Nikolaus’ V. vorkommenden Personen, Kirchen und Orte des Deutschen Reiches, seiner Diözesen und Territorien 1447–1455                                               | 6[.1]               | 1985            | Einleitung: XLIV Seiten; 6014 Einträge                               |                                                      |
| Michael Reimann                                                                                                   | Verzeichnis der in den Registern und Kameralakten Nikolaus’ V. vorkommenden Personen, Kirchen und Orte des Deutschen Reiches, seiner Diözesen und Territorien 1447–1455                                               | 6.2                 | 1989            | 643 Seiten                                                           | Indices                                              |
| Ernst Pitz | Verzeichnis der in den Registern und Kameralakten Calixts III. vorkommenden Personen, Kirchen und Orte des Deutschen Reiches, seiner Diözesen und Territorien 1455–1458                                               | 7.1                 | 1989            | Einleitung: XXXVII Seiten; 2939 Einträge                             |                                                      |
| Ernst Pitz | Verzeichnis der in den Registern und Kameralakten Calixts III. vorkommenden Personen, Kirchen und Orte des Deutschen Reiches, seiner Diözesen und Territorien 1455–1458                                               | 7.2                 | 1989            | 362 Seiten                                                           | Indices                                              |
| Dieter Brosius, Ulrich Scheschkewitz                                                                              | Verzeichnis der in den Registern und Kameralakten Pius’ II. vorkommenden Personen, Kirchen und Orte des Deutschen Reiches, seiner Diözesen und Territorien 1458–1464                                                  | 8.1                 | 1993            | 5984 Einträge                                                        |                                                      |
| Dieter Brosius, Ulrich Scheschkewitz                                                                              | Verzeichnis der in den Registern und Kameralakten Pius’ II. vorkommenden Personen, Kirchen und Orte des Deutschen Reiches, seiner Diözesen und Territorien 1458–1464                                                  | 8.2                 | 1993            | 900 Seiten                                                           | Indices                                              |
| Hubert Höing, Heiko Leerhoff, Michael Reimann                                                                     | Verzeichnis der in den Registern und Kameralakten Pauls II. vorkommenden Personen, Kirchen und Orte des Deutschen Reiches, seiner Diözesen und Territorien 1464–1471                                                  | 9.1                 | 2000            | 6307 Einträge                                                        |                                                      |
| Hubert Höing, Heiko Leerhoff, Michael Reimann                                                                     | Verzeichnis der in den Registern und Kameralakten Pauls II. vorkommenden Personen, Kirchen und Orte des Deutschen Reiches, seiner Diözesen und Territorien 1464–1471                                                  | 9.2                 | 2000            | 981 Seiten                                                           | Indices                                              |
| Ulrich Schwarz, Juliane Trede, Stefan Brüdermann, Thomas Bardelle, Kerstin Rahn, Hubert Höing und Michael Reimann | Verzeichnis der in den Registern und Kameralakten Sixtus’ IV. vorkommenden Personen, Kirchen und Orte des Deutschen Reiches, seiner Diözesen und Territorien 1471–1484                                                | 10                  | 2018            | XCVII und 712 Seiten                                                 |                                                      |
| Sven Mahmens und Jörg Voigt                                                                                       | Verzeichnis der in den Registern und Kameralakten Innozenz’ VIII. vorkommenden Personen, Kirchen und Orte des Deutschen Reiches, seiner Diözesen und Territorien 1484–1492                                            | 11                  | in Vorbereitung |                                                                      |                                                      |

## Erweiterung: Repertorium Poenitentiariae Germanicum
Die Pönitentiarie, die päpstliche Bußbehörde, hatte das Recht, Dispense auszustellen und Absolutionen zu erteilen. Als deren Archiv in den 1980er Jahren geöffnet wurde, eröffnete sich die Möglichkeit, auch diese Quelle auszuwerten. Erstmals 1984 erhielt ein Mitarbeiter des Deutschen Historischen Instituts in Rom die Möglichkeit, die Register der Pönitentiarie einzusehen; 1992 beschloss das Institut die Veröffentlichung in der neuen Reihe Repertorium Pönitentiariae Germanicum (RPG). Das RPG verzeichnet im Volltext die an die Pönitentiarie gerichteten Bitten (Suppliken), die Personen, Orte und Organisationen des Deutschen Reichs betreffen. Die entsprechenden Supplikenregister umfassen den Zeitraum von 1410 bis 1559, als die Behörde aufgelöst wurde.